# Lotwurzen
Die Lotwurzen (Onosma) sind eine Pflanzengattung aus der Familie der Raublattgewächse (Boraginaceae). Sie finden sich in Europa wie in Asien.

## Beschreibung

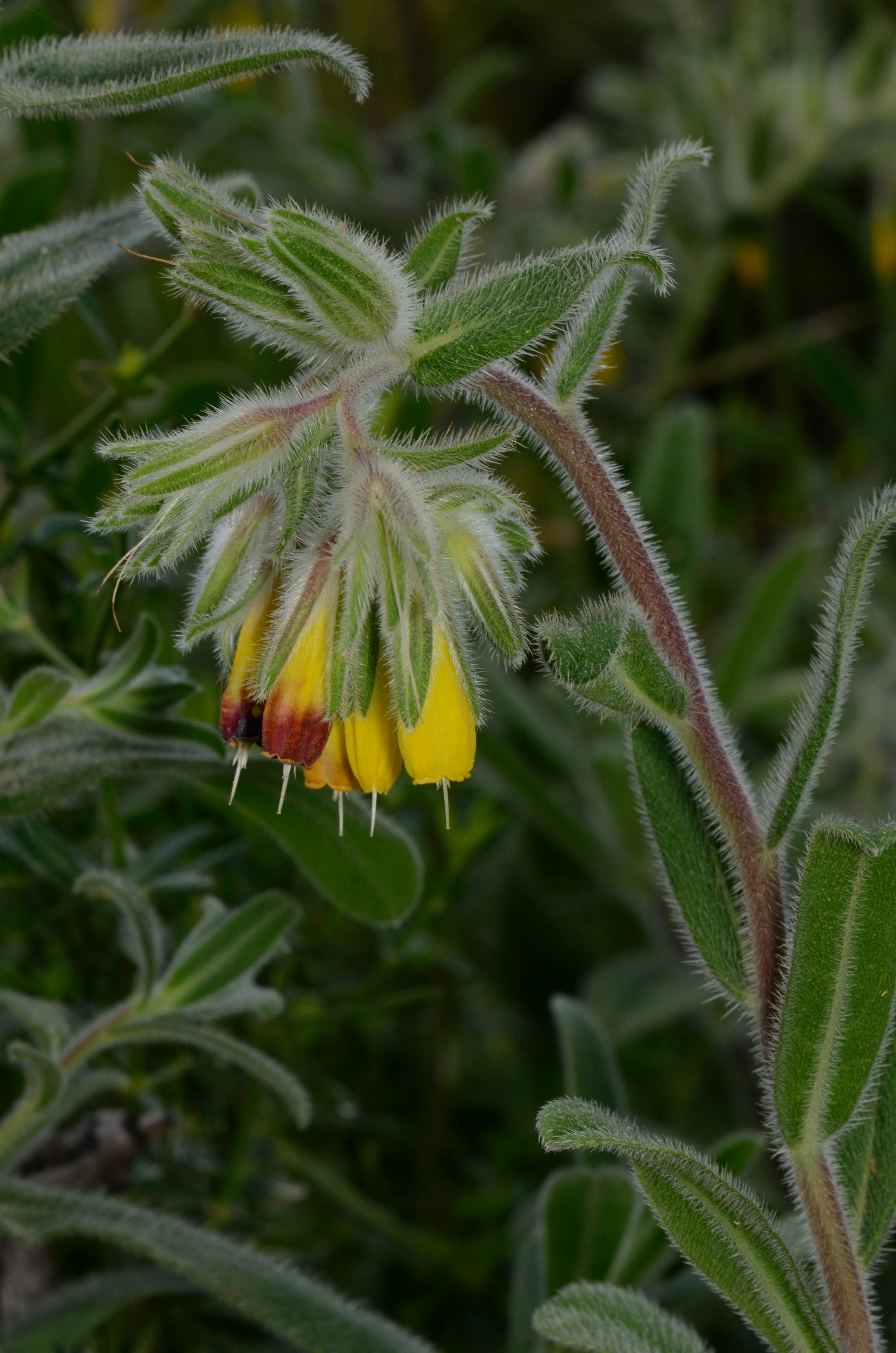
Onosma frutescens

Lotwurz-Arten sind ein-, zweijährige oder mehrjährige krautige Pflanzen, die borstig behaart sind. Die Blätter stehen wechselständig.
Die Blüten stehen in endständigen, meist verzweigten, mit Tragblättern versehenen Zymen. Der Kelch ist fast bis zum Grund geteilt und vergrößert sich oftmals nach der Blüte. Die Krone ist gelb gefärbt, weißlich oder purpurlich, röhrenförmig bis röhrenförmig-glockenförmig und mit fünf kurzen, abstehenden oder umgeschlagenen Zipfeln besetzt. Im Inneren der Krone werden keine Schuppen gebildet, nahe der Basis befindet sich jedoch ein Annulus. Die Staubblätter sind in die Krone eingeschlossen oder ragen aus ihr heraus. Die Staubfäden setzen in etwa halber Höhe der Krone an. Die Staubbeutel sind am Grund pfeilförmig und an der Spitze meist mit einem hervorstehenden Konnektiv versehen. Der Griffel ragt aus der Krone heraus, die Narbe ist kopfig bis zweispaltig.
Die Klausenfrucht zerfällt in vier Teilfrüchte, von denen meist ein Teil verkümmert. Sie sind eiförmig oder dreieckig, spitz oder geschnäbelt, aufrecht, glatt oder warzig und besitzen einen dreieckigen, flachen Grund.

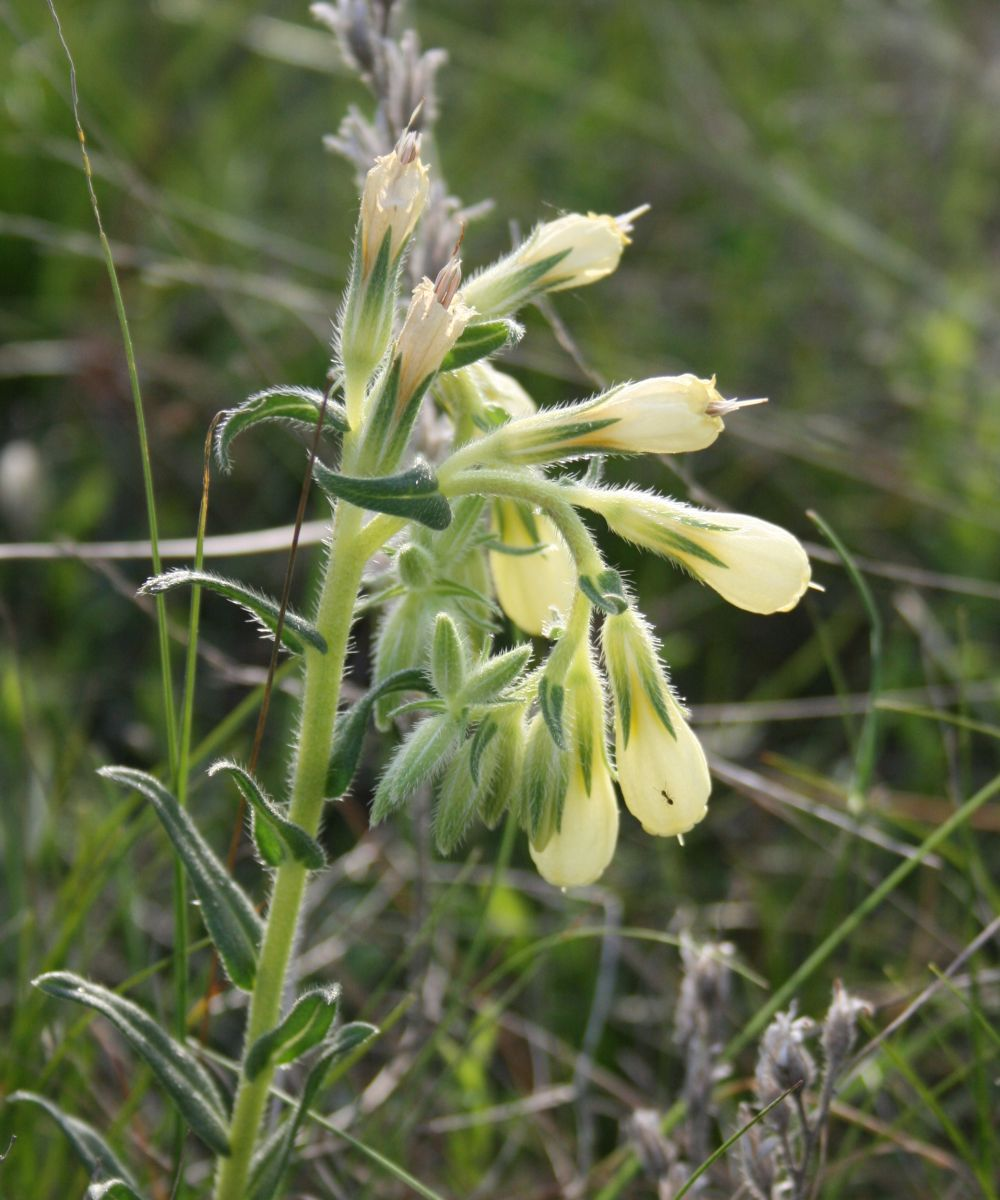
Onosma echioides subsp. dalmatica

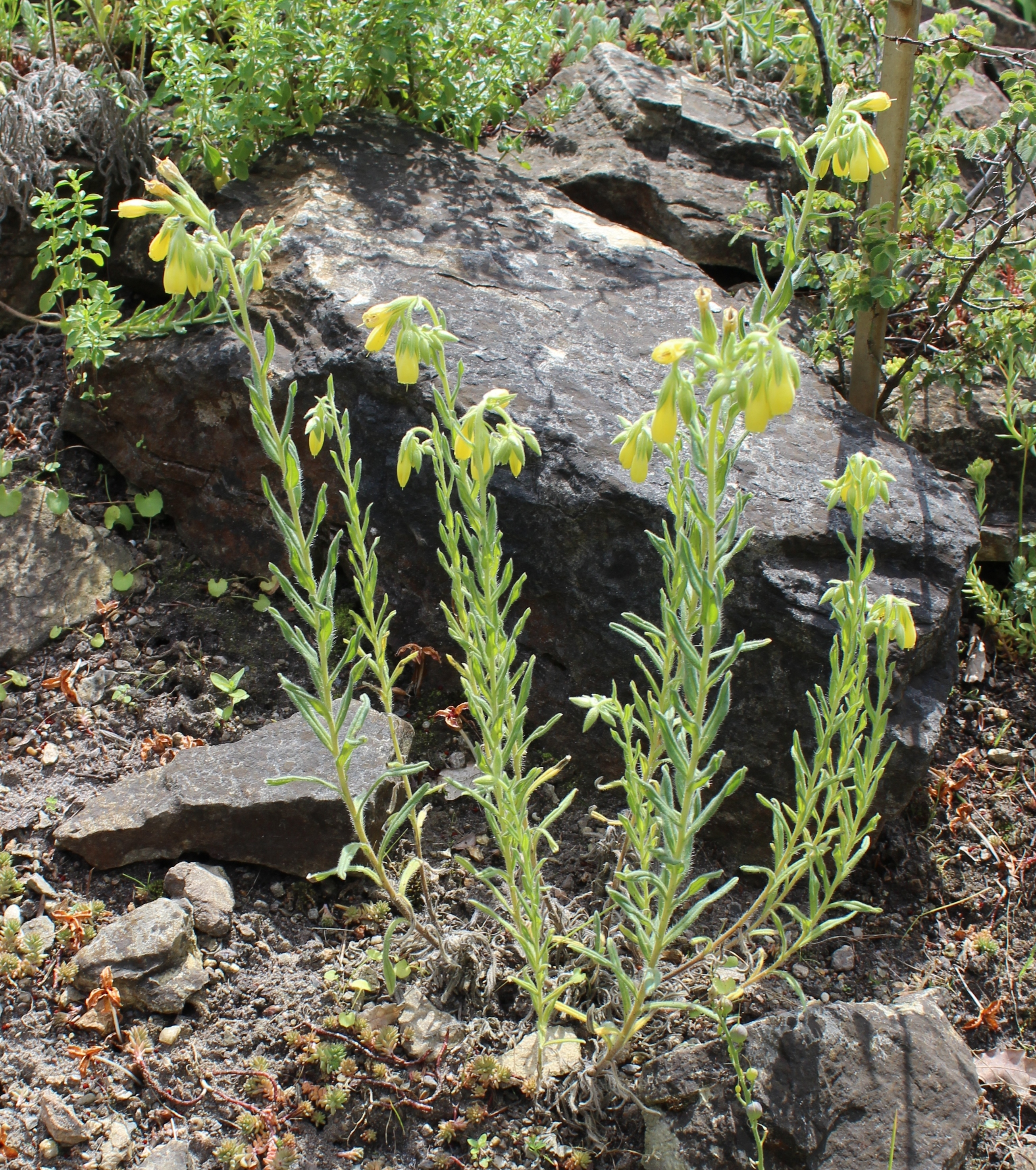
Onosma rigida

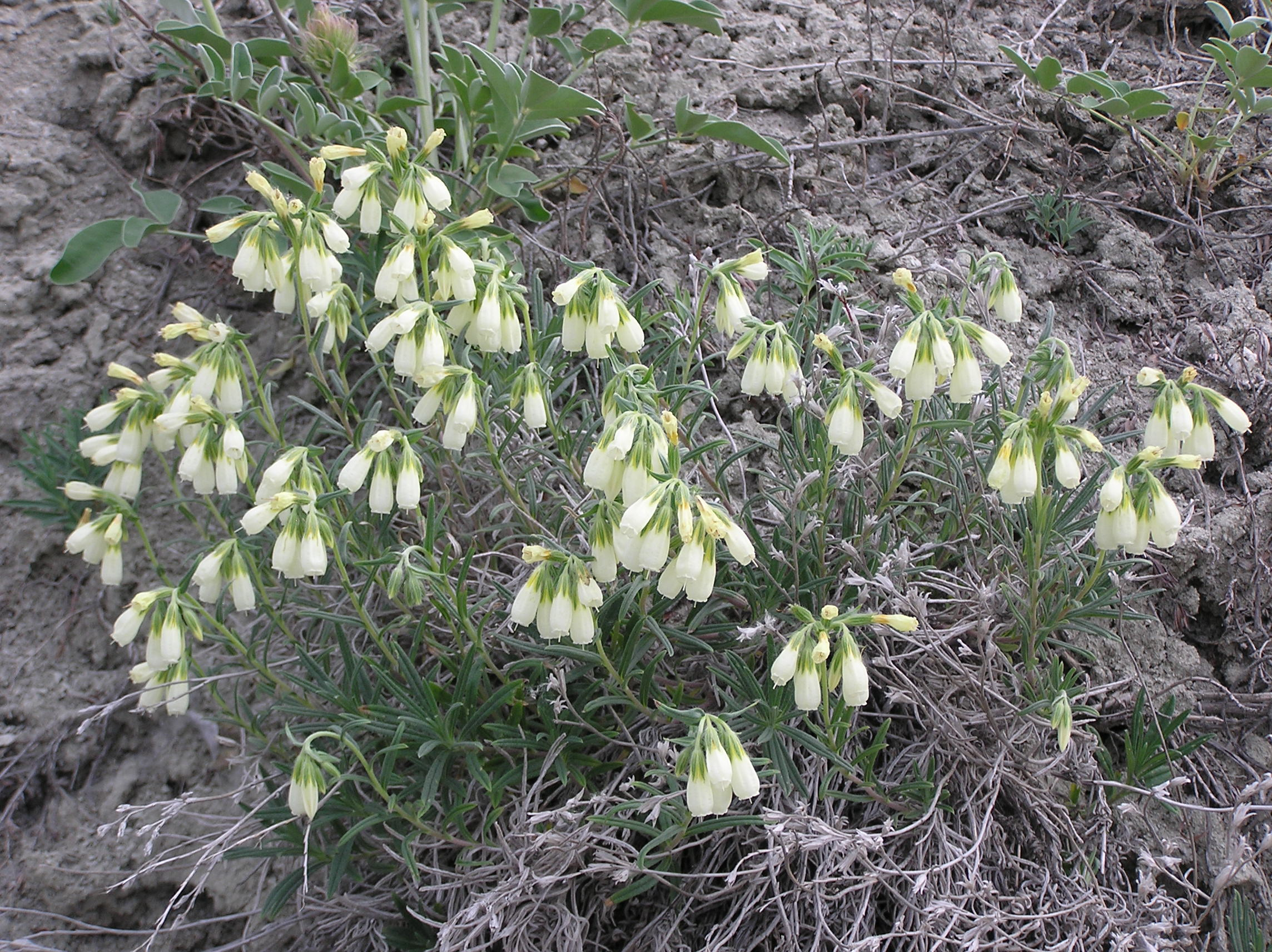
Onosma simplicissima

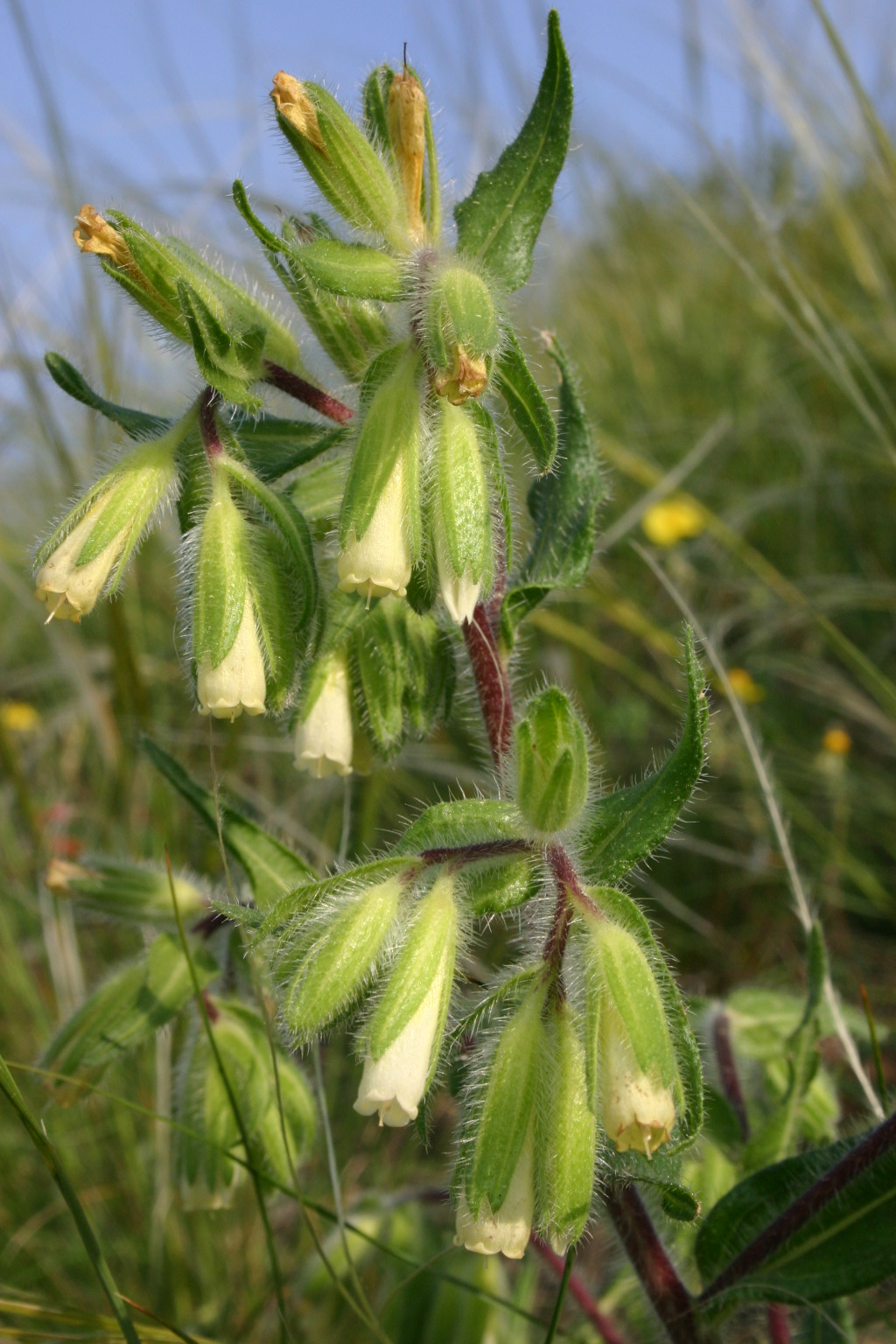
Dalmatien-Lotwurz (Onosma visianii)

## Arten (Auswahl)
In Europa kommen folgende Lotwurz-Arten vor:
- Sand-Lotwurz (Onosma arenaria Waldst. & Kit.)
- Onosma austriaca (G.Beck) Fritsch: Sie wird auch als Synonym von Onosma pseudoarenaria subsp. tuberculata (Kit.) Rauschert angesehen.[3]
- Onosma bubanii Stroh: Sie kommt in Spanien vor.[3]
- Onosma echioides (L.) L.: Sie kommt in Italien, Kroatien und in Sizilien vor.[3]
- Onosma elegantissima Rech. f. & Goulimy: Sie kommt in Griechenland vor.[3]
- Onosma erecta Sm.: Sie kommt in Griechenland, auf Kreta und in der Ägäis vor.[3]
- Onosma euboica Rech. f.: Sie kommt in Griechenland vor.[3]
- Onosma fastigiata (Braun-Blanq.) Lacaita: Sie kommt in Spanien, Frankreich und in Italien vor.[3]
- Onosma frutescens Lam.: Sie kommt in Griechenland, in der Ägäis, in der Türkei, in Syrien, im Libanon und in Israel vor.[3]
- Onosma graeca Boiss.: Sie kommt in Griechenland, Kreta, in der Ägäis und in der Türkei vor.[3]
- Schweiz-Lotwurz (Onosma helvetica (A. DC.) Boiss., Syn.: Onosma vaudensis Gremli): Sie kommt in Frankreich, Italien und in der Schweiz vor.[3]
- Onosma heterophylla Griseb.: Sie kommt in der Slowakei, in Rumänien, Bulgarien, Serbien, Albanien, Griechenland, in der Ägäis und in der europäischen und asiatischen Türkei vor.[3]
- Onosma leptantha Heldr.: Sie kommt in Griechenland vor.[3]
- Onosma mattirolii Bald.: Sie kommt in Albanien vor.[3]
- Onosma montana Sm.: Sie kommt in Serbien, Bulgarien, Griechenland und im Gebiet von Syrien und Libanon vor.[3]
- Onosma polychroma Ledeb.: Sie kommt in den europäischen Steppen Russlands, in West-Sibirien und im Norden von Kasachstan vor.
- Onosma polyphylla Ledeb.: Sie kommt in Europa nur auf der Krim vor.[3]
- Onosma propontica Azn.: Sie kommt im europäischen Teil der Türkei vor.[3]
- Onosma pseudoarenaria Schur (Syn.: Onosma arenaria subsp. pseudoarenaria (Schur) Jáv.): Mit neun Unterarten:
  - Onosma pseudoarenaria subsp. albanica (Dörfl. & Ronniger) Rauschert: Sie kommt in Albanien vor.[3]
  - Onosma pseudoarenaria subsp. cinerascens (Braun-Blanq.) Rauschert: Sie kommt in Italien vor.[3]
  - Onosma pseudoarenaria subsp. delphinensis (Braun-Blanq.) P. Fourn.: Sie kommt in Frankreich vor.[3]
  - Onosma pseudoarenaria subsp. fallax (Borbás) Rauschert: Sie kommt in Italien, Kroatien, Serbien, Bosnien und Herzegowina und Montenegro vor.[3]
  - Onosma pseudoarenaria subsp. helvetica Rauschert: Sie kommt in Frankreich und in der Schweiz vor.[3]
  - Onosma pseudoarenaria subsp. lucana (Lacaita) Rauschert (Syn.: Onosma lucana Lacaita, Onosma helvetica subsp. lucana (Lacaita) Peruzzi, Aquaro & Cesca): Sie kommt in Italien vor.[3]
  - Onosma pseudoarenaria subsp. pseudoarenaria: Sie kommt in Rumänien vor.[3]
  - Onosma pseudoarenaria subsp. tridentina (Wettst.) Braun-Blanq. (Syn.: Onosma tridentina Wettst.): Sie kommt in Italien und in Kroatien vor.[3]
  - Onosma pseudoarenaria subsp. tuberculata (Kit.) Rauschert (Syn.: Onosma helvetica subsp. austriaca (Beck) Teppner, Onosma austriaca (G.Beck) Fritsch): Sie kommt in Österreich, Ungarn und in der Slowakei vor.[3]
- Onosma rhodopaea Velen.: Sie kommt in Bulgarien und in Griechenland vor.[3]
- Onosma rigida Ledeb.: Sie kommt in der Ukraine, in Moldawien, in Griechenland, in der Türkei und im Kaukasusraum vor.[3]
- Onosma setosa Ledeb.: Sie kommt in Europa im südlichen Russland und außerdem in Armenien vor.[3]
- Onosma simplicissima L.
- Onosma stellulata Waldst. & Kit.: Sie kommt in Albanien, in Bosnien und in Herzegowina vor.[3]
- Onosma taurica Pall. ex Willd.: Sie kommt in Bulgarien, im früheren Jugoslawien, in Griechenland, in Rumänien, in der Türkei und in Syrien vor.[4]
- Onosma taygetea Boiss. & Heldr.: Sie kommt in Griechenland vor.[3]
- Onosma thracica Velen.: Sie kommt in Bulgarien und im europäischen Teil der Türkei vor.[3]
- Onosma tinctoria M. Bieb.: Sie kommt in der Ukraine, im europäischen Russland, im Kaukasusraum und in der Türkei vor.[3]
- Onosma tornensis Jáv.: Sie kommt in Ungarn und in der Slowakei vor.[3]
- Onosma tricerosperma Lag.: Sie kommt in Marokko, Algerien und Spanien vor.[3]
- Dalmatien-Lotwurz (Onosma visianii Clementi)

Einige asiatische Arten sind:
- Onosma bhutanica (I.M.Johnst.) Grierson & D.G.Long: Sie kommt in Bhutan vor.[5]
- Onosma bicolor Wall. & G.Don: Sie kommt vom Himalaja bis zum südwestlichen Tibet vor.[5]
- Onosma emodi Wall.: Sie kommt vom Himalaja bis Tibet vor.[5]
- Onosma griersonii R.R.Mill: Sie kommt in Bhutan vor.[5]
- Onosma hookeri C.B.Clarke: Sie kommt in Indien, Sikkim, Bhutan, Nepal und in Xizang vor.[4]
- Onosma paniculata Bureau & Franch.: Sie kommt im nordöstlichen Indien, in Bhutan, Guizhou, Sichuan und Yunnan vor.[6][7][8]

## Nachweise
1. 1 2 3  
R.R. Mill: Boraginaceae In: A.J.C. Grierson & D.G. Long (Hrsg.): Flora of Bhutan. Vol. 2(2). Royal Botanic Garden, Edinburgh, ISBN 1-872291-43-0,1999, S. 879
2. 1 2 3 4  
P. W. Ball mit Unterstützung von H. Riedl: Onosma. In T. G. Tutin, V. H. Heywood, N. A. Burges, D. M. Moore, D. H. Valentine, S. M. Walters, D. A. Webb (Hrsg.): Flora Europaea. Volume 3: Diapensiaceae to Myoporaceae. Cambridge University Press, Cambridge 1972, ISBN 0-521-08489-X, S. 89 (englisch, eingeschränkte Vorschau in der Google-Buchsuche).
3. 1 2 3 4 5 6 7 8 9 10 11 12 13 14 15 16 17 18 19 20 21 22 23 24 25 26 27 28 29 30 31 32 33 34  
Benito Valdés, 2011: Boraginaceae.: Datenblatt Onosma In: Euro+Med Plantbase - the information resource for Euro-Mediterranean plant diversity.
4. 1 2  
Onosma im Germplasm Resources Information Network (GRIN), USDA, ARS, National Genetic Resources Program. National Germplasm Resources Laboratory, Beltsville, Maryland. Abgerufen am 20. November 2018.
5. 1 2 3 4  Datenblatt Onosma bei POWO = Plants of the World Online von Board of Trustees of the Royal Botanic Gardens, Kew: Kew Science.
6. ↑  
Gelin Zhu, Harald Riedl & Rudolf V. Kamelin: Onosma Linnaeus. - textgleich online wie gedrucktes Werk, In: Wu Zheng-yi, Peter H. Raven, Deyuan Hong (Hrsg.): Flora of China. Volume 16: Boraginaceae. Science Press und Missouri Botanical Garden Press, Beijing und St. Louis 2010
7. ↑  Daniela Albat: Asiatische Heilpflanze gegen Hautkrebs? − Lotwurz-Wirkstoff treibt Tumorzellen in den Tod, auf: scinexx vom 18. September 2019
8. ↑  Nadine Kretschmer, Alexander Deutsch, Christin Durchschein, Beate Rinner, Alexander Stallinger, Juan Carlos Higareda-Almaraz, Marcel Scheideler, Birgit Lohberger, Rudolf Bauer: Comparative Gene Expression Analysis in WM164 Melanoma Cells Revealed That β-β-Dimethylacrylshikonin Leads to ROS Generation, Loss of Mitochondrial Membrane Potential, and Autophagy Induction, auf: Molecules 23(11). Oktober/November 2018, S. 2823, doi:10.3390/molecules23112823, PMC 6278572 (freier Volltext), PMID 30380804